# Aeródromo de Kasimovo
El aeródromo de Kasimovo (en ruso: Аэропорт Тында; ICAO: XLLN) es un aeropuerto local situado 30 km al norte de San Petersburgo, en el óblast de Leningrado, en Rusia. 
Se trata de un campo de aviación que en su día acogió un regimiento de helicópteros. En la actualidad se practica el paracaidismo.

## Pista
Cuenta con una pista de asfalto en dirección 17/35 de 2000 × 46 m (6562 × 151 pies).